# Adélaïde de La Rochefoucauld
Adélaïde de La Rochefoucauld, née Adélaïde Marie Françoise de Pyvart de Chastullé (16 août 1769 - 20 décembre 1814, Paris), fut la première dame d'honneur de l'impératrice Joséphine de Beauharnais de 1804 à 1809. 

## Biographie
Adélaïde est la fille d'un riche propriétaire de Saint-Domingue apparenté à l'impératrice. Elle épousa le 9 juin 1788 à Paris le comte Alexandre-François de La Rochefoucauld (1767-1841). Ils eurent trois fils et une fille, qui épousa Francesco Borghèse, beau-frère de Pauline Bonaparte. Elle fut emprisonnée durant la Terreur et rencontra Joséphine de Beauharnais peu après sa libération.
En 1804, quand Napoléon devint empereur, il créa une cour et nomma des Dames d'Honneur pour Joséphine. Adélaïde de La Rochefoucauld est alors promue 1ère Dame d'Honneur, poste le plus prestigieux de la maison de l'impératrice. Il lui revenait de superviser les autres dames d'honneur et l'ensemble de la maison de l'impératrice, et de décider des visites, invitations et présentations. Elle a été décrite comme extrêmement efficace dans ses fonctions.
Décrite comme une royaliste hautaine possédant un caractère marqué et un grand sens de l'intrigue, il est dit qu'elle aurait plusieurs fois réduit l'Empereur au silence. Napoléon ne l'aimait pas et la décrivait comme  « une petite éclopée, aussi stupide que laide »[réf. souhaitée]. D'après Laure Junot d'Abrantès, elle n'appréciait pas sa position à la cour et avait dû se faire persuader par Joséphine pour l'accepter. Il fut noté qu'elle préférait ne pas utiliser l'appartement qui lui était attribué au Palais.
Cependant, quand Joséphine fut répudiée par Napoléon en 1810, Adélaïde de La Rochefoucauld demanda à l'Empereur d'être autorisée à conserver sa position de 1ère Dame d'Honneur auprès de la nouvelle impératrice, Marie-Louise d'Autriche. Napoléon fut choqué par sa requête, qu'il considérait comme un manque de loyauté envers Joséphine, et demanda à celle-ci de renvoyer Adélaïde. Elle fut remplacée auprès de Joséphine par une des dames de Palais, Mme d'Arenberg, tandis que le poste de 1ère Dame d'Honneur de l'Impératrice Marie-Louise revint à la duchesse de Montebello.